# Knoten (Hypertext)
Ein Knoten (engl. node) in einem Hypertext ist ein zentrales Element der Atomisierung von Wissenseinheiten (chunks of knowledge). Knoten bilden die Anfangs- und Endpunkte der logischen Verbindungen, die durch Hyperlinks hergestellt werden (Verweis-Knoten-Konzept).
Die Knoten eines Hypertextes können durch textuelle Elemente (z. B. Texte, Textausschnitte; Hypertext im engeren Sinne) oder multimediale Objekte (Hypermedia im engeren Sinne) gebildet werden; bei den letzteren ist weiter zu unterscheiden zwischen asynchronen Elementen (Ton, Video) sowie statischen (Grafiken, Bilder) und dynamischen Objekten (also solchen, deren genaue Ausgestaltung zum Zeitpunkt des Erstellens des Hypertextes noch nicht exakt bekannt war).
Ein einzelner (isolierter) Knoten sollte in sich kohärent sein (atomisiertes Wissen). Die Kohärenz des gesamten Hypertextes (semantische Kohäsion) entsteht durch konsistente Verweise (Links), durch Metainformationen sowie ein gezielt hypertext-geeignetes Verfassen der Texte, beispielsweise durch Vermeidung von Anapher und Deixis. Dabei kann der Autor des Hypertextes – im Gegensatz zu einem linearen Text – keine Kohärenz gewährleisten, sondern nur deren Entstehung im Leser bestmöglich unterstützen.

„Kohärenz in Hypertexten ist also weitgehend eine sinnstiftende Leistung des Benutzers.“

Gelingt es weder dem Hypertext-Autor, ausreichende Hilfsmittel zur Ermöglichung von Kohärenz bereitzustellen, noch dem Leser, diese beim (Internet)surfen (Browsing) aus dem Hypertext „herauszulesen“, tritt das Phänomen des Lost in Hyperspace (vgl. Serendipität) auf.